# Ung thư biểu mô tế bào gan
Ung thư biểu mô tế bào gan (tiếng Anh: Hepatocellular Carcinoma (HCC), mã ICD-10: C22.0) là thể ung thư gan nguyên phát phổ biến nhất. Ung thư biểu mô tế bào gan (nói riêng) và ung thư gan (nói chung) là một trong những bệnh lý ác tính phổ biến nhất thế giới, tập trung chủ yếu ở các quốc gia châu Á (trong đó có Việt Nam) và các nước trong khu vực châu Phi Hạ Sahara. Xơ gan, viêm gan siêu vi B hay siêu vi C, lạm dụng rượu bia, v.v. là một trong những yếu tố nguy cơ của bệnh này. 
Triệu chứng lâm sàng của bệnh thường đặc hiệu, đôi khi ung thư biểu mô tế bào gan chỉ được phát hiện khi đã ở giai đoạn muộn. Chẩn đoán dựa vào kết quả cận lâm sàng gồm xét nghiệm (alpha-fetoprotein, tình trạng nhiễm HBV hay HCV, v.v.), hình ảnh học như chụp cắt lớp vi tính có tiêm thuốc cản quang (Contrast-enhanced Computed Tomography) hoặc phân tích giải phẫu bệnh học qua sinh thiết gan (nếu cần thiết). Xếp giai đoạn bệnh dựa vào mức độ diễn tiến bệnh, chức năng gan và tổng trạng của người bệnh, trong đó phân độ theo hướng dẫn (năm 2022) của Hệ thống phân loại Ung thư gan Barcelona (tBarcelona Clinic Liver Cancer, viết tắt: BCLC) được sử dụng phổ biến nhất. 
Hiện nay, có rất nhiều phương pháp điều trị ung thư biểu mô tế bào gan với phác đồ được sử dụng phổ biến nhất hiện nay là theo hướng dẫn của Hội Nghiên cứu Bệnh Gan Châu Á - Thái Bình Dương (Asia-Pacific Association for the Study of Liver, viết tắt: APASL) ban hành năm 2022 và Hội Nghiên cứu Bệnh Gan Hoa Kỳ (American Association for the Study of Liver Disease, viết tắt: AASLD) ban hành năm 2023. Lựa chọn phương thức can thiệp phụ thuộc vào tình trạng bệnh, chức năng gan và khả năng đáp ứng của người bệnh. Tiên lượng bệnh phụ thuộc vào rất nhiều yếu tố, thường là tiên lượng không tốt. Phòng ngừa bệnh ung thư biểu mô tế bào gan là theo dõi, kiểm soát các yếu tố nguy cơ (trong đó, tiêm chủng vắcxin phòng ngừa bệnh viêm gan siêu vi B là một trong những phương pháp hiệu quả) và tầm soát khối u (đặc biệt ở những đối tượng có nguy cơ cao).

## Dịch tễ học

### Thống kê
Đối với trong khu vực và toàn thế giới, theo niên giám thống kê (GLOBOCAN năm 2022) của Tổ chức Giám sát Ung thư toàn cầu (Global Cancer Observatory), ung thư gan chiếm vị trí thứ sáu trong tổng số ca mới mắc bệnh ung thư với số lượng là 866,136 người bệnh và đứng thứ ba trong tổng số ca tử vong do bệnh lý ác tính với số bệnh nhân là 758,725. Trong đó, châu Á là khu vực chiếm tỷ trọng lớn nhất trong tỷ lệ mới mắc, hiện mắc (xét cả hai giới trong vòng 5 năm) và tử vong bởi ung thư gan với số liệu lần lượt là 70.1%, 71.6% và 70.0%.
Tại Việt Nam, cũng theo niêm giám thống kê GLOBOCAN (năm 2022), ung thư gan là loại ung thư phổ biến nhất nếu tính riêng ở nam giới (với tỷ lệ mới mắc là 19.9%), trong khi đó ở nữ giới thì chiếm vị trí thứ năm (với tỷ lệ mới mắc là 6.5%). Tổng số bệnh nhân hiện mắc trong vòng 5 năm ở toàn lãnh thổ nước ta là 33,191 (chiếm tỷ lệ 8.1% trong tổng số người bệnh).

### Yếu tố nguy cơ
Nhiễm virus HBV (Hepatitis B virus) và HCV (Hepatitis C virus) mạn tính là yếu tố nguy cơ hàng đầu thúc đẩy hình thành ung thư biểu mô tế bào gan (HCC). Ước tính thấy người nhiễm HBV/HCV mạn tính có nguy cơ cao bị bệnh này gấp 15-20 lần so với người bình thường. Người bệnh nhiễm HBV mạn tính có nguy cơ bị HCC từ 10 đến 25% trong xuyên suốt cuộc đời. Nguy cơ chính làm tăng HCC ở nhóm người bệnh này là HBV-DNA (với nồng độ trên 2000IU/mL) cũng như là số lượng kháng nguyên bề mặt HBsAg (với giá trị ngưỡng là 1000IU/mL), cả hai trị số này là hai dấu hiệu độc lập trong dự hậu sự tiến triển của xơ gan và HCC. Các yếu tố làm tăng nguy cơ HCC trên bệnh cảnh nhiễm HBV mạn tính là nam giới, lớn tuổi, chủng tộc Á hoặc Phi, tiền sử gia đình, tải lượng virus cao, type gene HBV (trong đó genotype C có nguy cơ HCC lớn hơn genotype A, B và D), đồng nhiễm HCV, HIV hoặc HDV, xơ gan, môi trường (aflatoxin, uống rượu, hút thuốc lá); trong khi đó, ở bệnh cảnh nhiễm HCV mạn tính thì các yếu tố là nam giới, lớn tuổi, đồng nhiễm HIV/HBV, genotype 1B, đái tháo đường, béo phì hoặc uống rượu bia nhiều (dù chưa có bằng chứng khách quan vạch rõ tương quan giữa tải lượng virus HCV với tăng nguy cơ tiến triển HCV).